# Свиношное
Свиношное — озеро в Кривандинском сельском поселении Шатурского района Московской области. Относится к группе Туголесских озёр. Соединяется протокой с озером Миловским.

## Физико-географическая характеристика
Озеро, предположительно, ледникового происхождения.
Площадь — 1,1 км² (110 га), длина — около 1650 м, ширина — около 1100 м. Берега озера низкие, заболоченные, покрыты торфом. Высота над уровнем моря — 120 м.
Глубина — 1,5-2 м, максимальная глубина достигает 4 м. Дно илистое, покрыто торфом. Вода торфяная с тёмно-коричневой окраской.
Среди водной растительности распространены камыш, тростник, стрелолист, ряска, элодея, рдесты, канадский рис, кубышка, рогоз, также встречается пушица, белокрыльник и земноводная гречиха. В озере обитают щука, карась, ёрш, окунь, плотва.
Озеро используется в рекреационных целях.